# 南北一家亲 (电影)
南北一家亲是一部1962年香港电影，由白露明、雷震、张清主演。由王天林导演，秦羽原著。张爱玲编剧。

## 剧情
经营粤菜馆的沈敬炳与经营京菜馆的李世普是一对冤家，争执不断，但是他们的儿女却成了一对恋人。

## 主演
- 白露明：饰演沈佩明
- 雷震：饰演李焕襄
- 张清：饰演沈清文
- 梁醒波：饰演沈敬炳[5]